# Guitare préparée

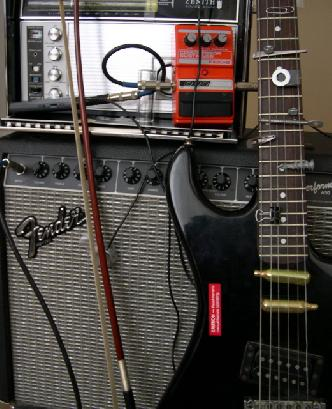
Guitare préparée.

Une guitare préparée ou disposée est une guitare sur laquelle on a modifié le timbre par diverses techniques étendues, y compris en plaçant des objets entre les cordes de l'instrument. Cette pratique s'appelle parfois la guitare de table, parce que beaucoup de guitaristes ne tiennent pas l'instrument de la façon habituelle, mais placent la guitare sur une table afin de la manipuler plus facilement.
La méthode a été probablement développée vers la fin des années 1960 par Keith Rowe, dans l'imitation du piano préparé de John Cage. Dans les années 1970 et les années 1980, des musiciens comme Fred Frith, Keith Rowe, Glenn Branca et le groupe Sonic Youth ont également utilisé les guitares disposées. Yuri Landman et Bart Hopkin ont publié le livre Nice Noise, preparations and modifications for guitar sur le sujet.

## Joueurs célèbres
- Glenn Branca
- Fred Frith
- Nikita Koshkin
- Yuri Landman
- Micachu
- Thurston Moore
- Lee Ranaldo
- Keith Rowe
- Neptune
- Paolo Angeli
- Eugene Chadbourne
- Pascal Battus
- Dominique Répécaud